# Meteor (odrůda jablek)

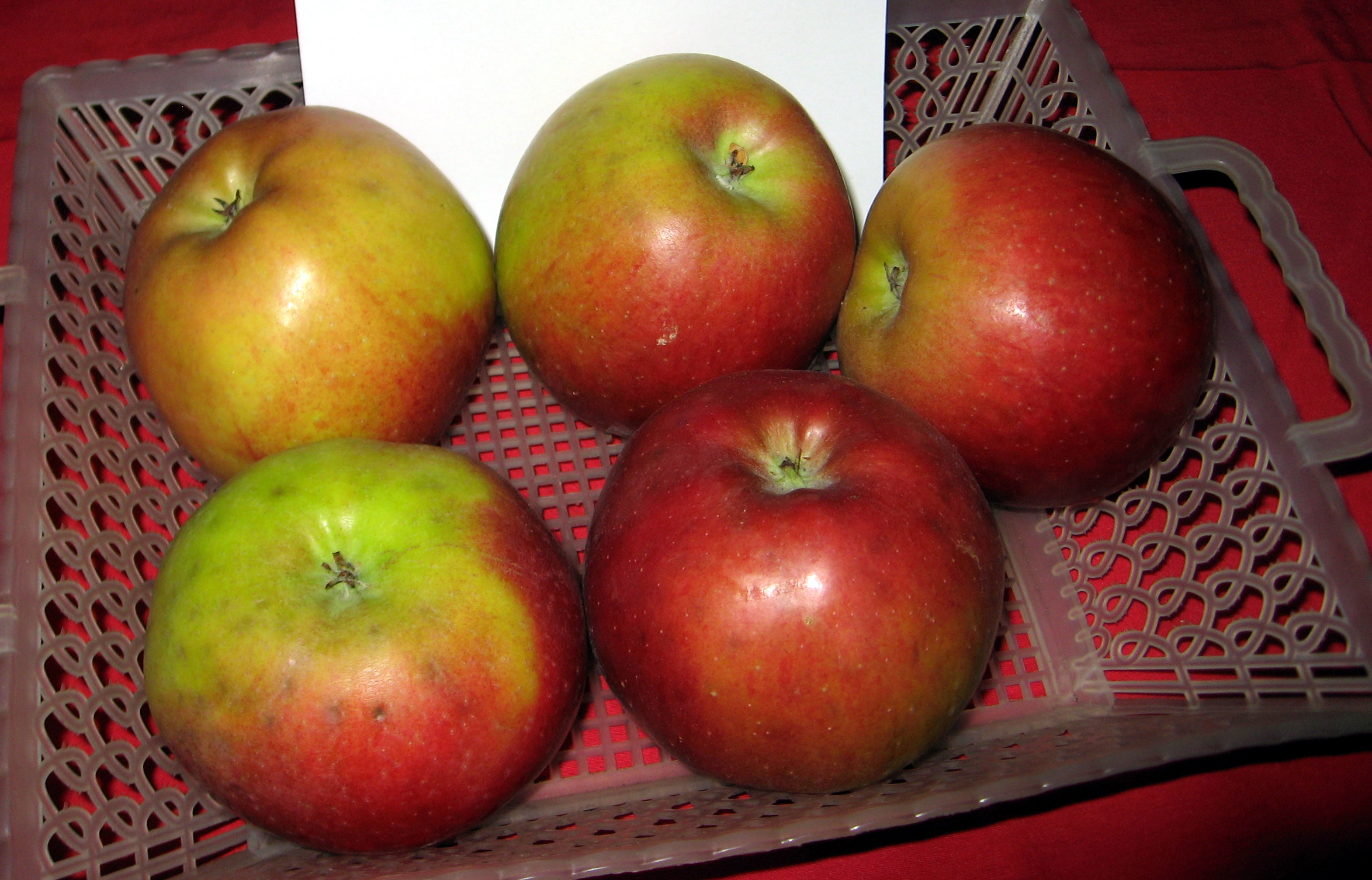

Meteor (Malus domestica Meteor) je ovocný strom, kultivar druhu jabloň domácí, z čeledi růžovitých.

## Historie
Meteor je odrůda vyšlechtěná v Česku. Jde o křížence odrůd Melrose x Megumi.

## Charakteristika
Meteor roste středně bujně až bujně. Jde o pozdně zimní odrůdu. Habitus Meteoru je rozložitý. Plodí jednotlivě na středně dlouhém dřevě. Má velký až velmi velký plod, který je kulovitého tvaru. Základní barva dužiny je zelenožlutá, s červenou rozmytou krycí barvou. Dužina má navinule sladkou, šťavnatou a celkově výbornou chuť. Konzistence dužiny je hrubá a středně tuhá. Sklízí se koncem září a vydrží až do dubna. Konzumně dozrává během prosince. Odrůda pozdě plodí. Plodnost je průměrná avšak pravidelná. Je vhodná pro slabě až bujně rostoucí podnože. Pěstuje se s letním průklestem. Odrůda je málo odolná proti strupovistosti. Proti napadení padlím jabloňovým je středně odolná. Hodí se především do teplých a středních pěstitelských oblastí.